# Zlata Filipović
Pour les articles homonymes, voir Filipović.
Zlata Filipović, née le 3 décembre 1980, Sarajevo, Bosnie-Herzégovine est une écrivaine bosniaque et une productrice de films,.

## Biographie

### Le journal de Zlata
Zlata Filipović est l'auteure du Journal de Zlata, un journal écrit au cours du siège de Sarajevo en 1991-1993, alors qu'elle était âgée de onze ans. Elle raconte à « Mimmy » (le nom qu'elle a donné à son journal) l'horreur de la guerre. On l'a vite comparée à Anne Frank en Yougoslavie. 
La guerre de Bosnie-Herzégovine est la conséquence de la dislocation de la Yougoslavie, elle-même liée à la chute des régimes communistes en Europe de l'Est en 1989. Elle débuta le 6 avril 1992 et s’acheva le 14 décembre 1995. Les efforts de la communauté internationale pour mettre fin au conflit et protéger les populations civiles sont sans résultats, malgré l'envoi de plus de 38 000 militaires aux couleurs de l'ONU.
Le bilan des victimes était aux environs de 97 901 personnes tuées dont presque 40 000 civils.
L'UNICEF, voulant publier le journal d'un enfant de Sarajevo, consulte les écrits de plusieurs écoliers. Le journal de Zlata est choisi. Traduit dans 35 langues, il est vendu à 1 million d'exemplaires.

### Sortie de Sarajevo
Alors que son journal va être publié, la famille se tient prête à quitter la Bosnie début décembre 1993 avec l'aide de l'éditeur Bernard Fixot. L'opération échoue. C'est finalement lors d'un passage télévisé en duplex avec Sarajevo que le ministre français des Armées, François Léotard, s'engage à évacuer la famille de l'adolescente avec l'aide de l'ONU. 
Réfugiée en France, Zlata devient une porte-parole des victimes de la guerre de Bosnie-Herzégovine en entamant une tournée dans le monde. Elle est notamment reçue par Bill Clinton et le sénat américain. 
Après la guerre, elle s'installe avec ses parents à Dublin en Irlande, avant d'étudier à Oxford.

## Filmographie

### Production

#### Documentaire
- 2010: Blood of the Irish
- 2011: Hold on Tight - également sur la compilation saphique de 2014, Girls on Film[4].
- 2012: Three Men Go to War
- 2013: Here Was Cuba
- 2014: Somebody to love
- 2016: The Farthest
- 2016: The Story of Yes
- 2017: Bittersweet
- 2018: Johnny

#### Court-métrage
- 2011: Stand up
- 2012: Motion Sickness
- 2013: Abacus
- 2014: Stand up for your friends
- 2015: COD and Me
- 2015: The Wake
- 2017: James Vincent McMorrow: One Thousand Times

#### Télévision
- 2017: The Babymakers
- 2018: The Game: The Story of Hurling
- 2018: Villagers - Fool
- 2019: Strong at the Broken Places